# Аксарино (Татарстан)
Аксарино (тат. Аксар) — село в Заинском районе Республики Татарстан. Является административным центром Аксаринского сельского поселения.

## География
Село находится на реке Аксарка, в 8 километрах к северо-западу от города Заинск. 

## История
Окрестности села были обитаемы в эпоху поздней бронзы, о чём свидетельствует археологический памятник – Аксаринская стоянка (срубная культура). 

## Население
| 1724 | 1795 | 1859 | 1913 | 1926 | 1938 | 1949 | 1958 | 1970 | 1979 | 1989 | 2000 | 2002 | 2010 | 2017 |
| ---- | ---- | ---- | ---- | ---- | ---- | ---- | ---- | ---- | ---- | ---- | ---- | ---- | ---- | ---- |
| 65   | 68   | 429  | 1075 | 893  | 839  | 792  | 806  | 908  | 815  | 719  | 721  | 746  | 797  | 791  |

Национальный состав села — татары.

## Религия
Мечеть (с 1992 г.).

## Известные люди
М. Н. Хуснутдинова — советская работница сельского хозяйства, новатор производства, Герой Социалистического Труда.